# 贾市乡
贾市乡，是中华人民共和国湖南省湘西土家族苗族自治州龙山县下辖的一个乡镇级行政单位。

## 行政区划
贾市乡下辖以下地区：
街上村、巴沙村、东桃村、裴家堡村、高田村、普车村、新寨村、西拉村、锁湖村、恒咱村、兔吐村和银河村。